# Cola

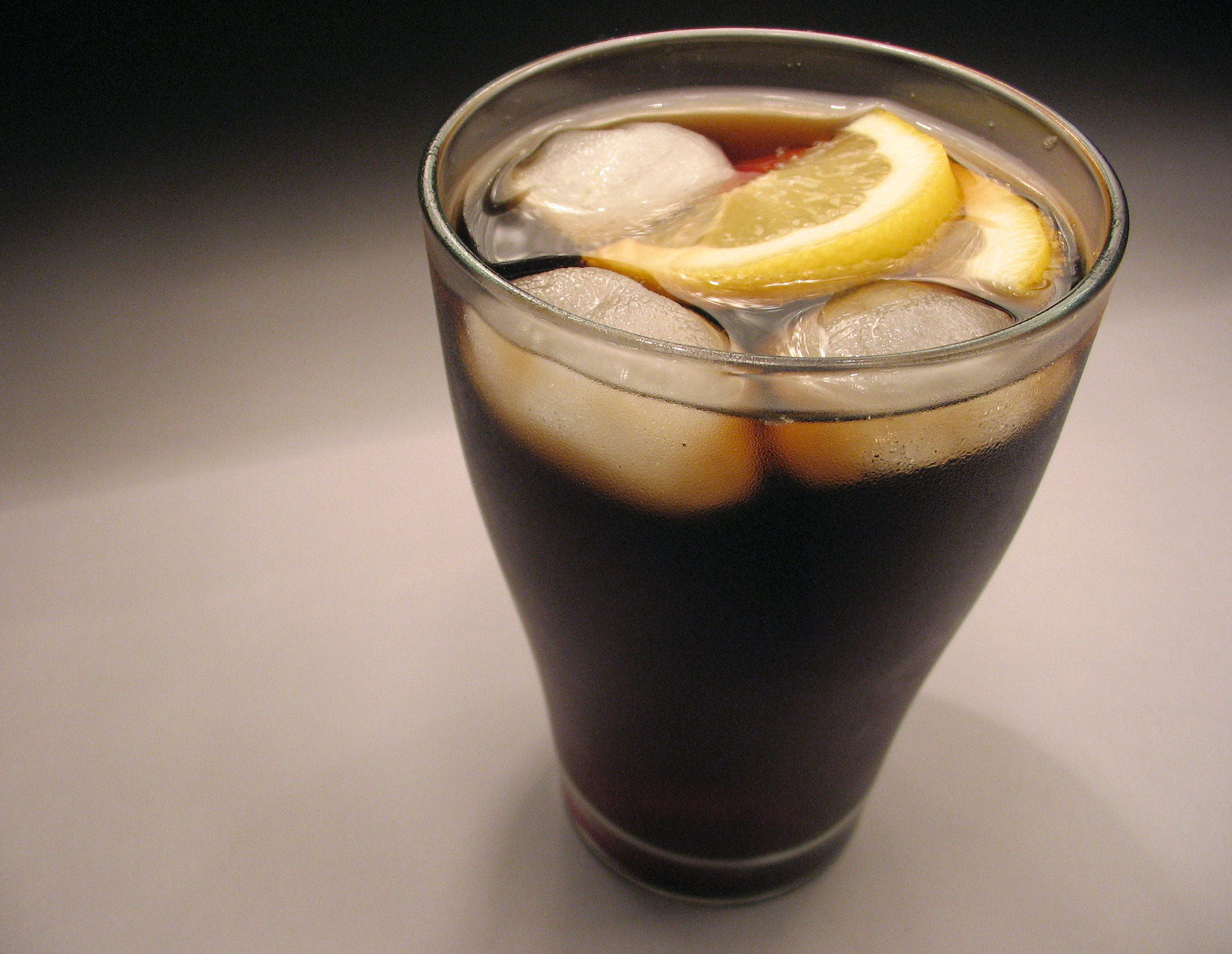
Un pahar de cola servit cu cuburi de gheață și felii de lămâie

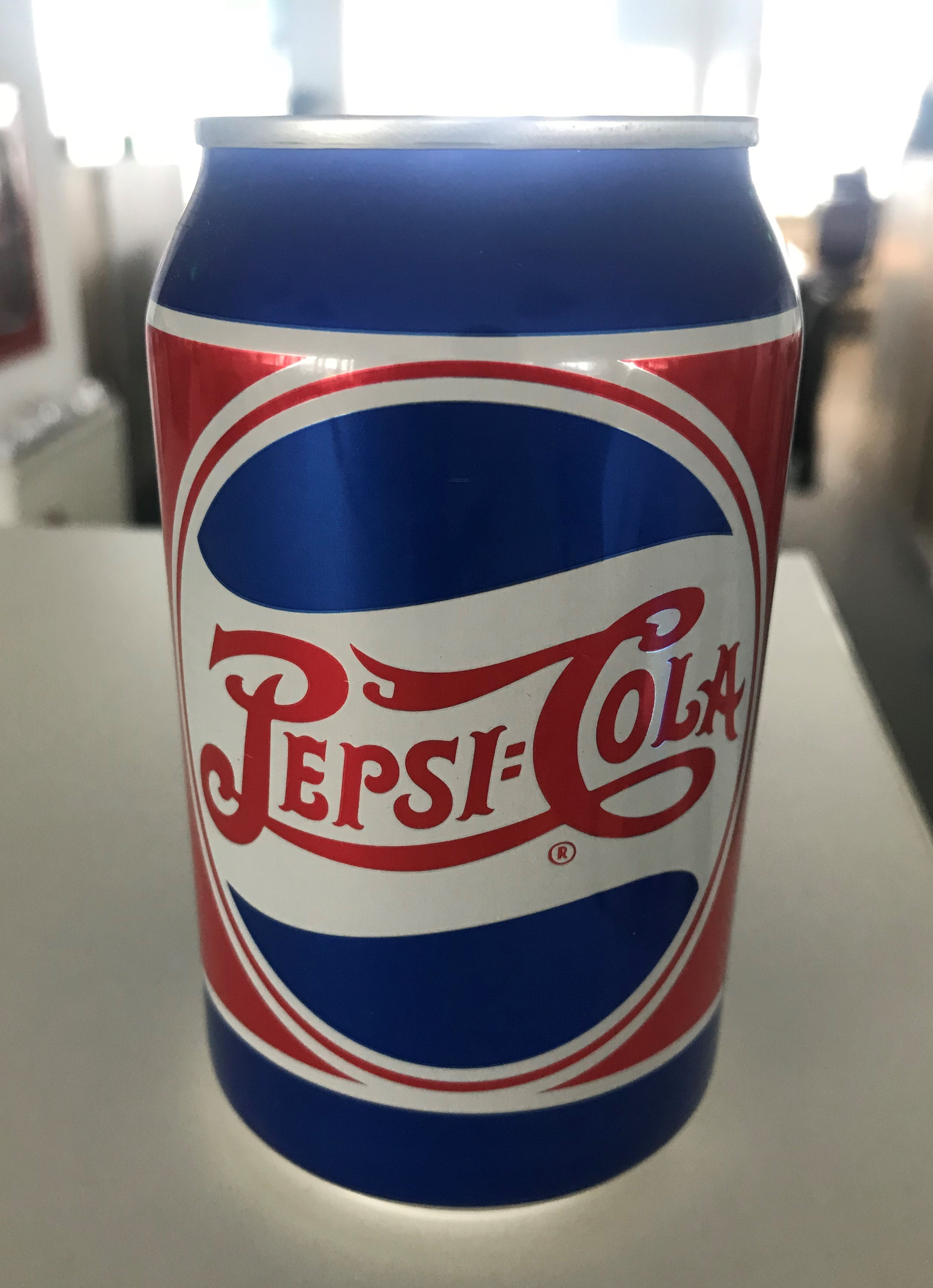
Pepsi Cola

Cola este o băutură carbogazoasă, îndulcită artificial, derivată din băutura care inițial conținea cofeină și cocaină, cu aromă de vanilie sau alte ingrediente. Majoritatea sortimentelor actuale de cola folosesc în prezent alte ingrediente cu gust asemănător și fără cocaină (colorant din caramel, cofeină, zahăr sau îndulcitori artificiali, sirop de glucoză-fructoză). Cola a devenit cunoscută la nivel mondial după ce John Pemberton a lansat Coca-Cola în 1886.. Rețeta fără alcool a fost inspirată de vinul de coca al lui Angelo Mariani, creat în 1863.  În 1902 se lansează pentru prima oară Pepsi-Cola, gustul de cola care va cuceri America câțiva ani mai târziu.